# Burgruine Birkenfeld
Die Burgruine Birkenfeld ist die Ruine einer kleinen Spornburg auf einem spitz nach Westen zulaufenden 450 m hohen Felsrücken südlich der Bode am Rande der Ortschaft Rübeland der Stadt Oberharz am Brocken im Landkreis Harz in Sachsen-Anhalt.

## Baubeschreibung
Der Baugrund der ehemaligen Burg besteht aus dem Kalkstein des Devon des Iberges. Infolgedessen besteht das verbliebene Baumaterial aus kantigen und rechtwinklig zurechtgehauenen Iberger Kalkbruchsteinen mit Eckquadern. Aufgrund von Funden großer Hohlpfannen ist davon auszugehen, dass die Gebäude Ziegelpfannendächer hatten.

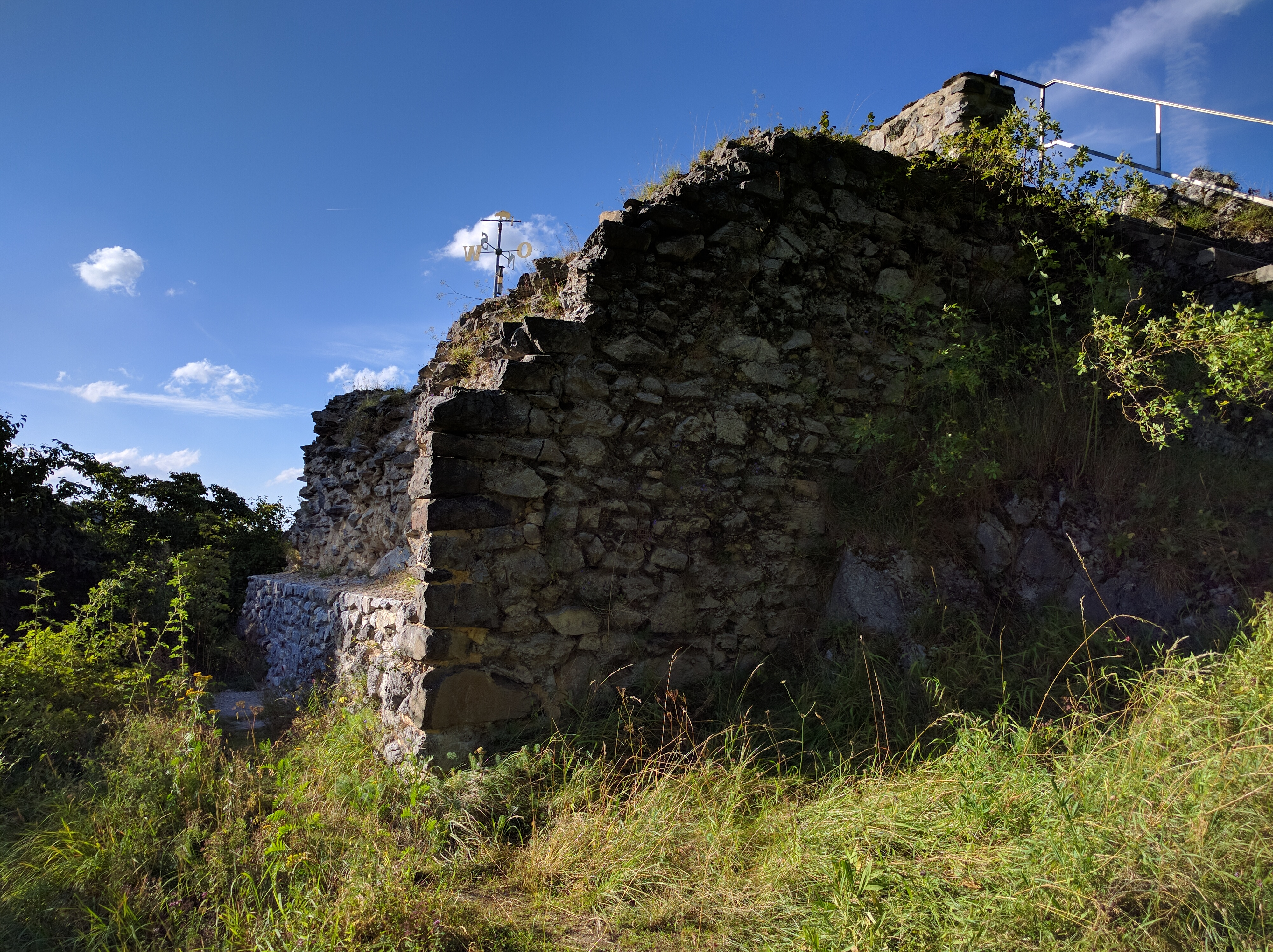
Grundmauern des Wohnturms mit Resten des neuzeitlichen Aufbaus eines Schützenhauses.

Im Südwesten befand sich an exponierter Stelle eine kleine Oberburg auf einem spitz nach Westen zulaufenden Grat, von der heute noch die 1,65 m dicken Grundmauern des Wohnturms erkennbar sind. Der rechteckige Wohnturm hatte eine Grundfläche von 8,40 m × 11,55 m. Die nördliche Grundmauer des Wohnturms befindet sich im Vergleich zur südlichen Grundmauer auf einem ca. 5 m höher gelegenen Felsgrat. Auf den ursprünglichen Grundmauern des Wohnturms befinden sich die Reste von Aufbauten für ein Schützenhaus aus der jüngeren Zeit. Östlich des Wohnturms befindet sich ein ca. 7 m × 20 m großer Burgplatz, der einige Meter tiefer als der Wohnturm liegt. Von der Ringmauer, die diesen Burgplatz umgab, sind heute noch Teilstücke erhalten. Nördlich der Oberburg schließt sich etwas tiefer gelegen die Unterburg an, die in der Art eines Zwingers ausgestaltet war. Die Unterburg hatte eine Grundfläche von ca. 15 × 30 m und hatte über eine Felsentreppe einen Zugang zum Burgplatz der Oberburg. Möglicherweise befanden sich dort Nebengebäude. Auf der westlichen Seite geht die Unterburg in einen ca. 13 m breiter Halsgraben über, der sich westlich der Ober- und Unterburg entlangzog und durch den Gratrücken geschlagen wurde. Auf der östlichen Seite des Halsgrabens, südlich des begrenzenden Felsrückens, befand sich eine Vorburg, an deren Ostseite sich wiederum ein Wirtschaftshof und ein weiterer Graben anschloss. Die Vor- und die Unterburg waren über eine Zugbrücke verbunden, die über den Halsgraben führte. Im Bereich der Vorburg konnten Grundmauern eines großen Gebäudes, jedoch keine Spuren einer Ringmauer gefunden werden. Während die Vorburg auf der nördlichen Seite durch den Felsgrat geschützt war, befanden sich im Süden und Westen möglicherweise Gebücke und Palisaden. Der Bereich der Unter- und Vorburg ist heute eingeebnet bzw. stark verändert und wird als Schützenplatz genutzt. Westlich und weit tiefer gelegen unterhalb der Ober- und Unterburg, mithin am Fuße des Felsrückens, befand sich ein Außengraben.

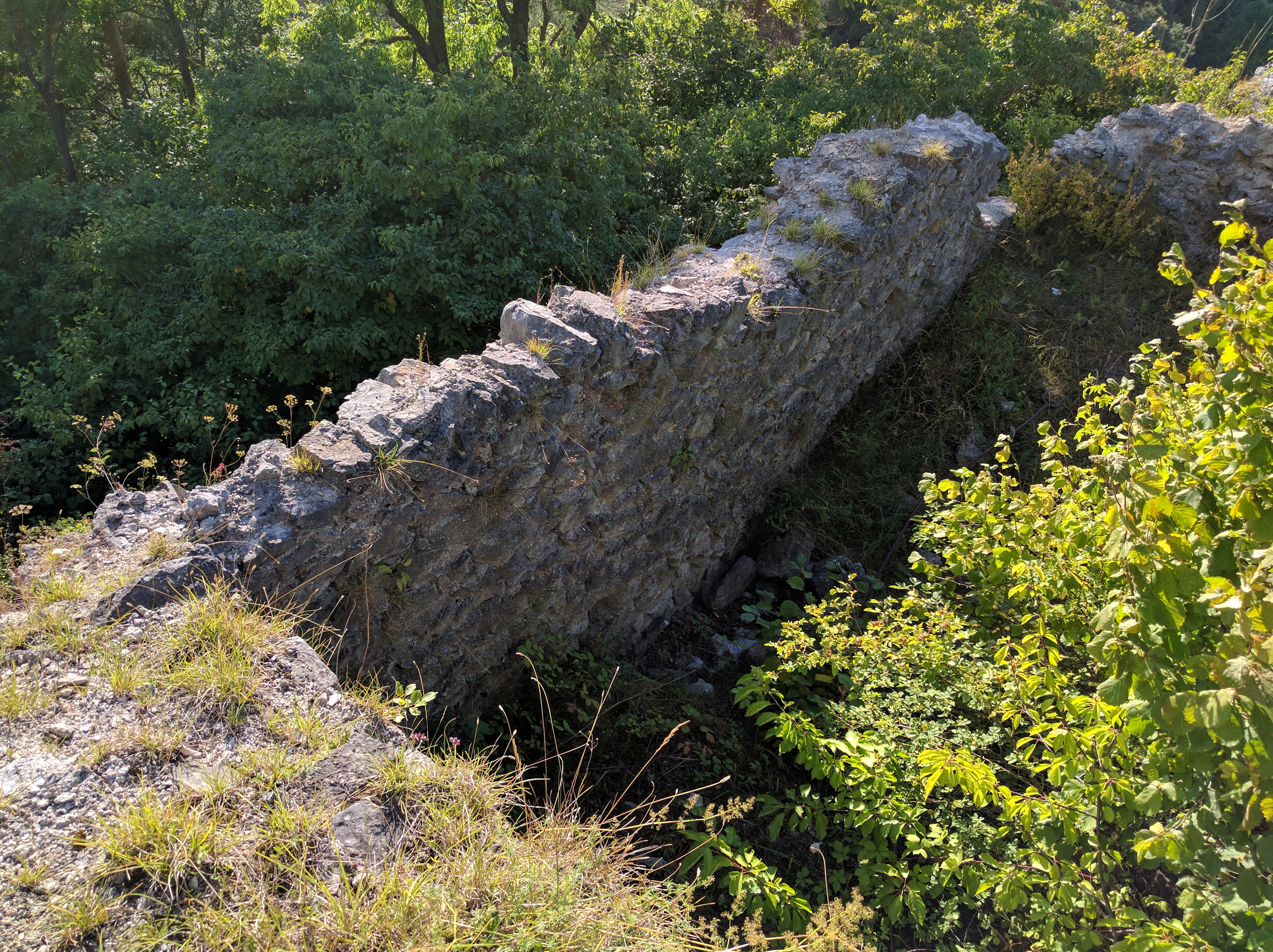
Mauerreste auf den Grundmauern des Wohnturms.
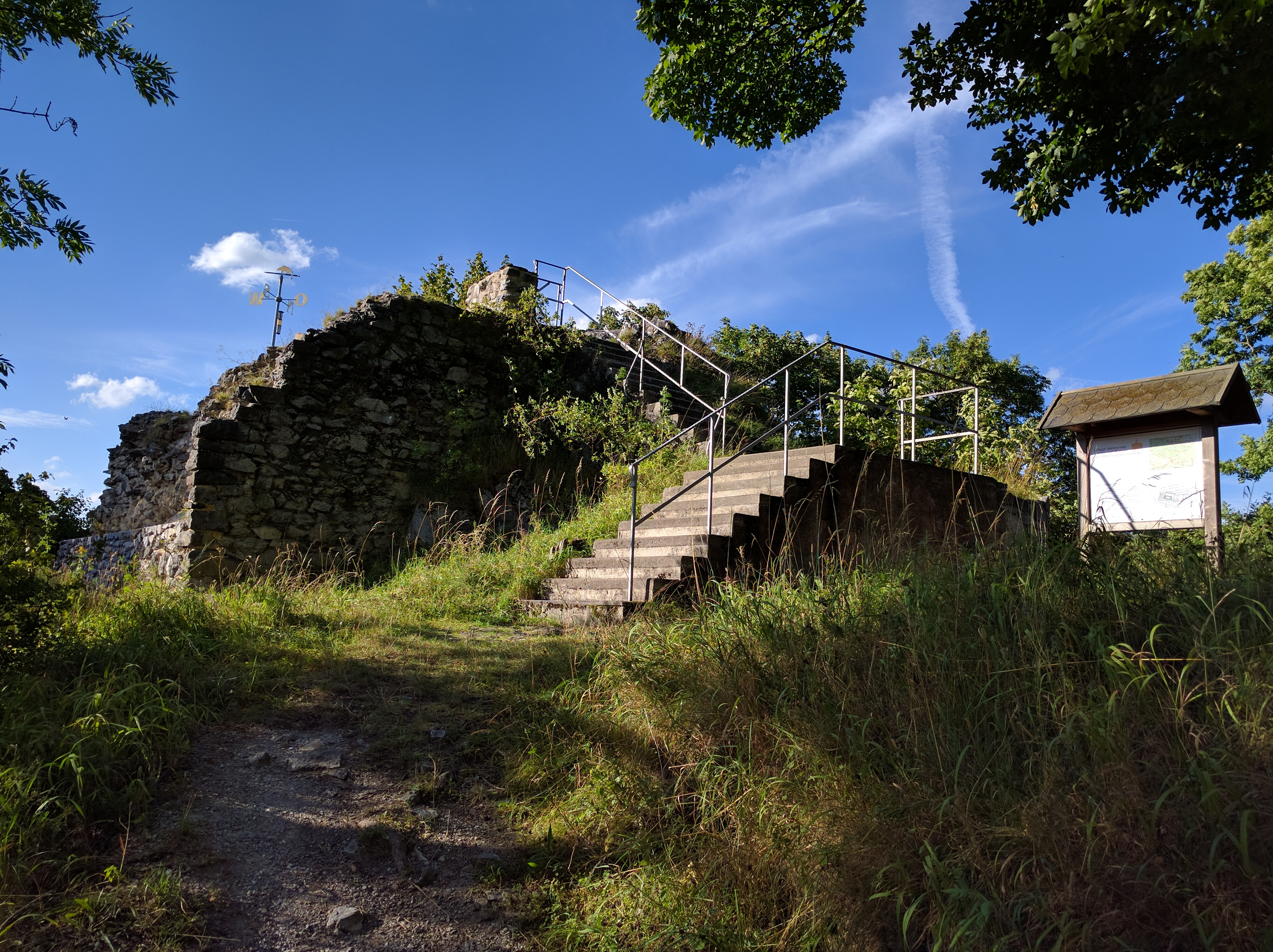
Blick auf Burgplatz der Oberburg mit neuzeitlichem Treppenzugang zu den Grundmauern des Wohnturms.
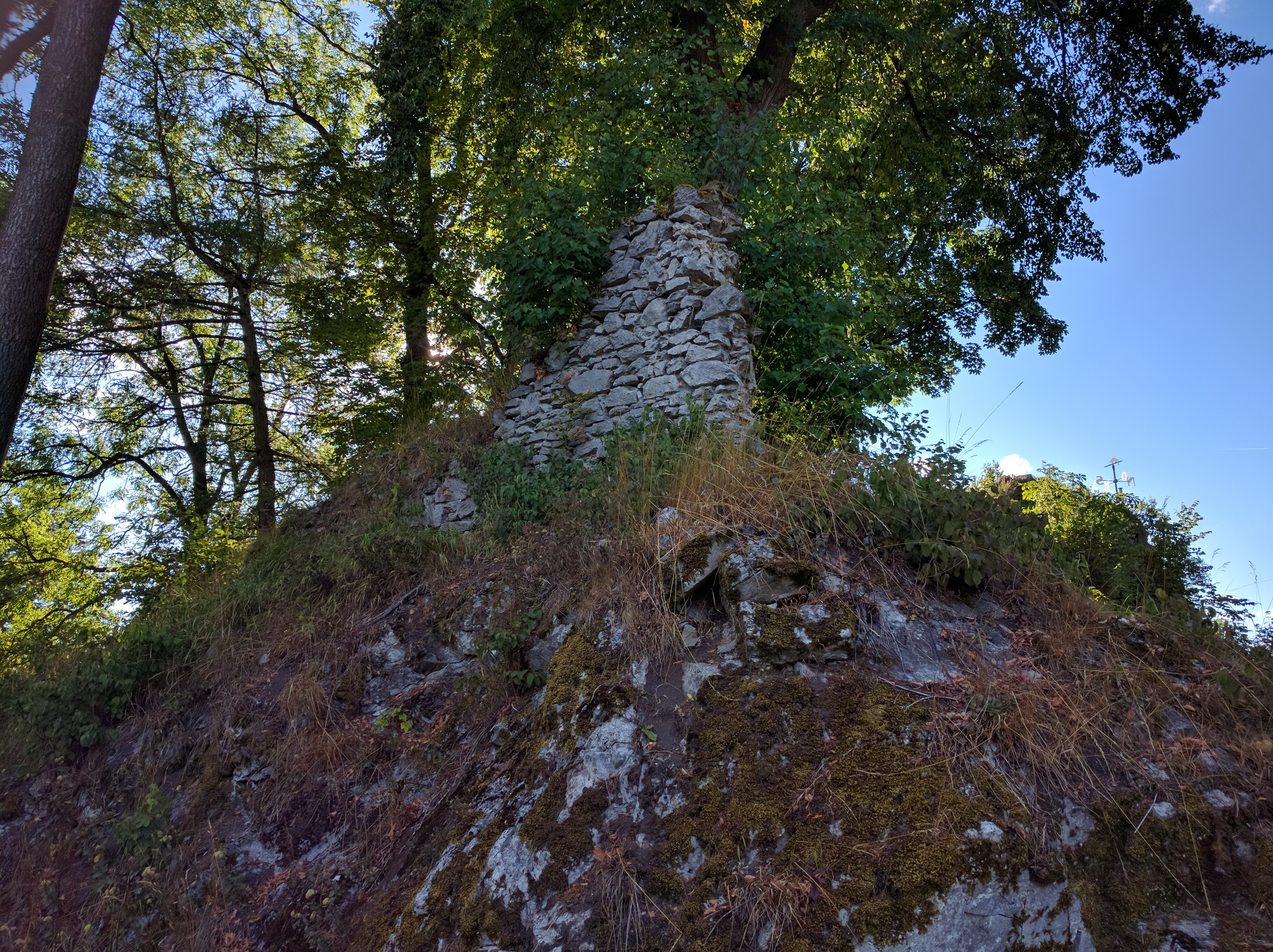
Rest der Ringmauer des Burgplatzes der Oberburg vom Halsgraben aus gesehen.
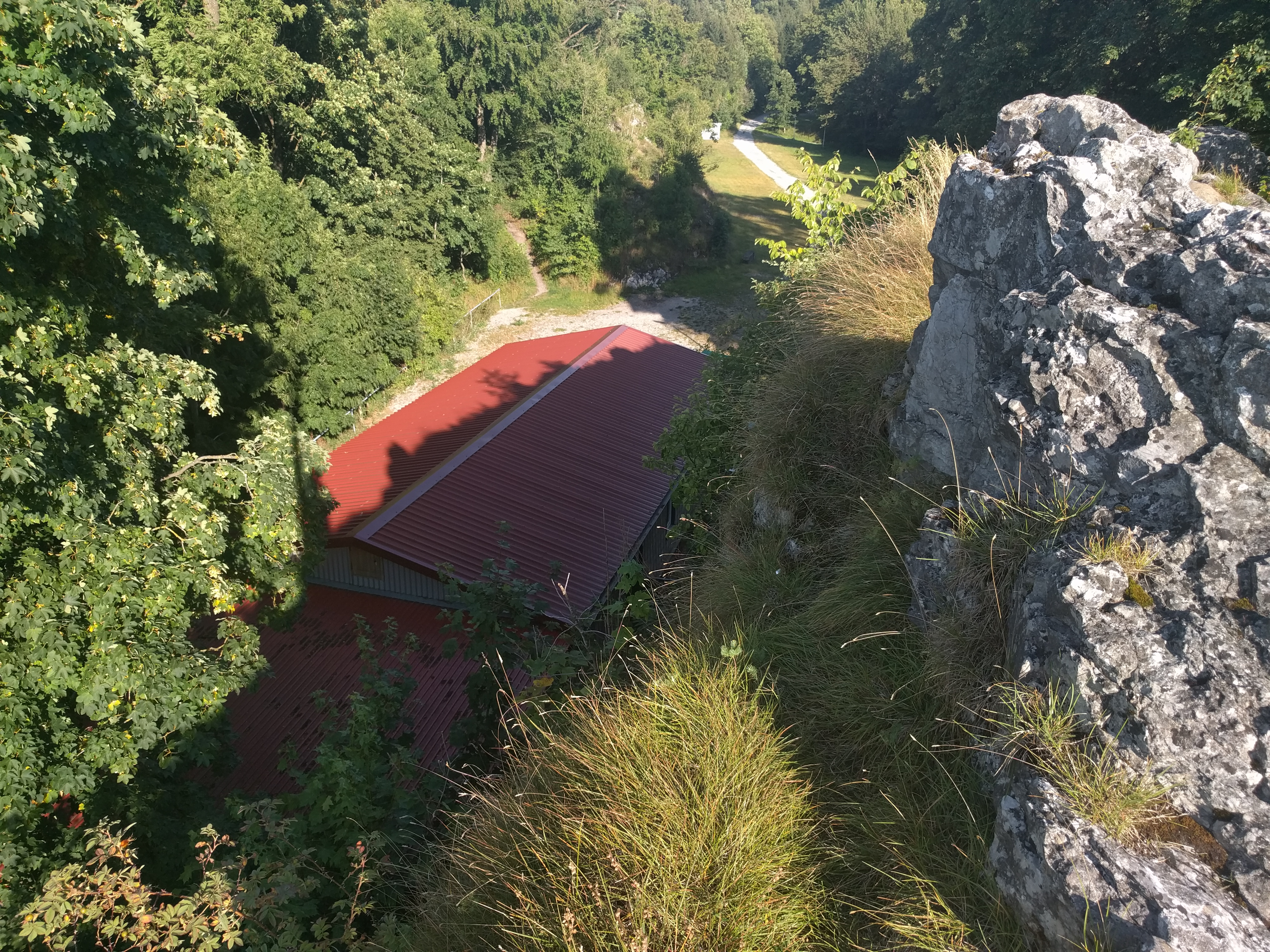
Blick von der Oberburg nach Osten auf den Bereich der Unterburg (auf dem heute ein Gebäude des Schützenvereins steht)  und den dahinter liegenden Bereich der ehemaligen Vorburg und den Wirtschaftshof.

## Geschichte

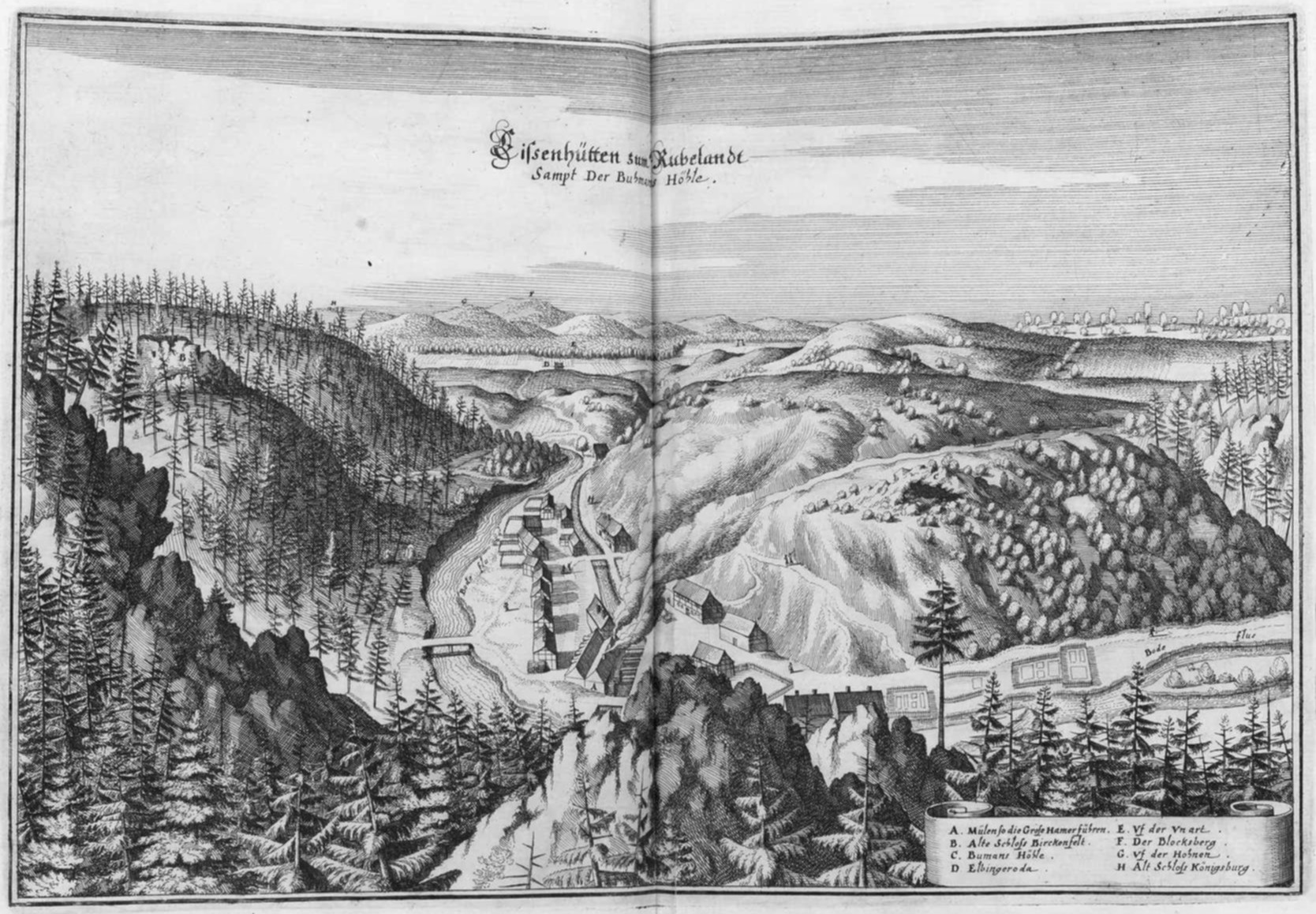
Die „Eysenhütten zum Rubenland“, bei dem das „Alte Schloss Birckenfelt“ bereits als Ruine dargestellt wird.

Zur Baugeschichte wird lediglich vermutet, dass die Burg Birkenfeld zum Schutz der umliegenden Eisenhütten in Rübeland (früher Birkenfeld genannt) und als Grenzposten des Bodfelder Forstes angelegt wurde. Die Bauzeit war vermutlich im 12. Jahrhundert. Vom Namen der Burg leitet sich der Name eines dem Fürstentum Grubenhagen zugehörigen Uradels von Berckefeldt ab, der bereits 914 erwähnt wurde. Für das Jahr 1134 wird in der Region ein Ritter Werner von Berckefeldt erwähnt, der auf der ca. 43 km entfernten Pipinsburg (Osterode) wohnte und Kastellan in der ca. 44 km entfernten Burg Windhausen war (bei einem Abstand zwischen der Pipinsburg und der Burg Windhausen von ca. 8,7 km). 1260 wird die Burg unter dem Namen Bergvelt, im Jahre 1319 als Berichsvelde und 1652 nach deren Verfall als Bergkfelde erwähnt. Die Burg Birkenfeld soll der Sitz gefürchteter Ritter gewesen sein. Sie stand unter der Lehnshoheit des Hochstiftes Halberstadt. Für die Zeit 1335 bis 1443 ist ein halberstädtisches, nach der Burg benanntes Ministerialgeschlecht überliefert. Am 22. Januar 1361 wurden durch Bischof Ludwig die „gestrenge Heisin un de Dytherich van Barkinvelde“ zu Vögten auf seiner nahen Burg Königshof (=Königsburg) ernannt. Die Burg wurde Anfang des 14. Jahrhunderts – wie viele andere am Harz gelegene Burgen auch – zerstört. Sowohl die Pipinsburg als auch die Burg Windhausen wurden 1365 im Rahmen der Fehde des Landgrafen Friedrich III. der Strenge (= Landgraf von Thüringen) und dem Herzog Albrecht I. von Braunschweig-Grubenhagen (genannt Herzog zum Salze) zerstört, so dass wahrscheinlich auch die Burg Birkenfeld in diesem Zusammenhang im Rahmen der Fehde zerstört wurde. In den Stichen von Matthäus Merian in der Topographia Ducatus Brunswick et Lüneburg aus dem Jahr 1654 wird die Burg als das „Alte Schloss Birckenfelt“ bereits als Ruine dargestellt.